# Artocarpus
Artocarpus é um género botânico pertencente à família Moraceae.

## Espécies
- Artocarpus altilis - Fruta-pão
- Artocarpus brasiliens
- Artocarpus elasticus
- Artocarpus heterophyllus - Jaca
- Artocarpus hirsutus
- Artocarpus intergrifoliam
- Artocarpus integer
- Artocarpus lingnanensis
- Artocarpus nitidus
- Artocarpus odoratissimus
- Artocarpus rigidus
- Artocarpus tamaran